# ژولت بائومگارتنر

ژولت بائومگارتنر (مجاری: Baumgartner Zsolt؛ زادهٔ ۱ ژانویهٔ ۱۹۸۱ در دبرتسن) رانندهٔ سابق مسابقات اتومبیل‌رانی اهل مجارستان است که از فصل ۲۰۰۳ تا ۲۰۰۴ در مجموع در بیست گراند پری از مسابقات جهانی فرمول یک شرکت کرد.
بائومگارتنر در طول دوران فعالیت خود در فرمول یک، ۱ امتیاز را به نام خود به‌ثبت رساند.